# Antonia de Aguirre i Murguia
Antonia de Aguirre i Murguia (Barcelona, Catalunya, 26 d'abril, 1775 - Madrid, Castella, 4 de març, 1811) fou una actriu catalana de renom a tot Espanya.
Va néixer a Barcelona en 1775, amb una ascendència euskera. Era filla de l'actor Pedro de Zárate Valdés, autor d'una companyia que actuava en terres d'Aragó en el temps en què va néixer la seva filla. Hi poques dades vers la vida artística d'aquesta comedianta; sembla que brillà més per la seva bellesa física que pel seu art.
Se sap que treballà a Cadis pels últims anys del segle xviii, i al cap de poc d'arribar a Madrid es casà amb el notable cantant Bernardo Gil y Aguado, matrimoni del qual va néixer el poeta i autor dramàtic Antonio Gil de Zárate.
Goya feu d'ella dos retrats, tal com seus, un en plenitud de la seva bellesa i un altre pocs temps abans de morir víctima de la tuberculosi. Atorgà poder per testar a favor de Manuel García de la Prada, capitular de la Municipalitat de Madrid, al que anomenà coma a únic hereu testamentari; se suposa que en aquell temps devia estar separada del seu marit.